# ジュニアリーダー
ジュニアリーダーとは、子供会を中心に地域活動を行う青少年のことをいう。
《小学生》中学生や高校生を中心に活動しており、地域差があるものの、おおむねこの年代を「ジュニアリーダー」と呼んでいる。ただし、大学生や社会人年齢相当の者を含めて「ジュニアリーダー」と呼びあらわしたり、別の呼び方をする場合もある。
「JL」や「ジュニア」と略す言い方も多い。
ジュニアリーダーの人数は、平成21年現在で、中学生約40万人、高校生年齢相当約21万人(平成21年度子ども会白書)。

## 役割
子供会のお兄さんお姉さんとして、子供達の自主的な活動を下支えする、リーダー的な役割を担う。
具体的には、子供達の話合い活動や遊び活動が円滑に進むようにアドバイスしたり、サポートしたりする。
また、子供会の大人(育成者・指導者)に子供達の意向を伝えたり、交渉したり、逆に育成者の意向を子供達に伝えるような橋渡しの役割を担う。
さらに、子供達と一緒に遊ぶため、レクリエーションをしたり、キャンプなどでテントの設営、野外炊飯、キャンプファイヤーなどの指導を行ったりする。

## 養成
ジュニアリーダーの養成は、地域によって大きく異なるが、岡村誠他『子ども会 Step Up for Junior Leader's』全国子ども会連合会、1998年3月、11-17頁に、おおむねの基準が示されている。
初級
中学校1年生以上。子供会について理解を深めるため、様々なことを体験することをねらいとする。
小学校5・6年生から養成をはじめる地域も多い。
中級
中学校2年生以上。学んだ様々なことを計画し実施できるようになることをねらいとする。
上級
高校1年生以上。学んだ様々なことを計画し実施できることはもちろん、子供達に指導できるようになることをねらいとする。
それぞれ、一定の研修基準時間を満たすと、全国子ども会連合会から認定証が授与される。
ただし、全国子ども会連合会の認定は必須条件ではないため、独自の基準でジュニアリーダーを認定するところや、養成はするが認定までは行わないところもあり、様々である。
養成は「研修会」として行われ、初級及び中級は市町村単位で、上級は都道府県単位で行われていることが多い。
この場合、各子ども会連合組織と教育委員会による共催事業の形をとることが主流となっている。

## 団体

### 活動基盤
ジュニアリーダーは、地元地域ごとにクラブ、サークルなどの団体を設立、運営している場合が多く、ジュニアリーダーになった中学生・高校生の多くが、これを活動基盤として活動している。
これら活動基盤とジュニアリーダーの団体は、前述のとおりジュニアリーダーの養成が市町村・都府県ごとになされていることから、市町村単位で設立されている場合が多く見られる。
ただし、子供会活動が盛んな地域においては、単位子供会や学校区単位のジュニアリーダー団体も存在する(宮城県仙台市、埼玉県川越市など)。

### 運営体制
ジュニアリーダーの団体は、基本的に中学生や高校生による自主運営を行っており、それを大学生や社会人のリーダーや、子ども会連合組織の役員が必要に応じてアドバイスする形式を取っている。
このため、団体の代表者を中学生や高校生が担うことが通例となっている。
また、行政（教育委員会など）が事務局機能をになっている団体も多い。

## 活動内容
地域によって様々であるが、おもに次の活動に分類される。
定時定点活動
定期的に集まり、団体内外の事業を行ったり、その企画運営を行う。
レクリエーション・児童文化活動
ゲーム、ダンス、バルーンアートなどで子供と遊ぶ。
また、紙芝居、ペープサート、パネルシアター、人形劇などの児童文化を楽しみ、食育としてお菓子づくりもする。
野外活動
キャンプ、冒険教育、ネイチャーゲームなどを子供達と体験する。
交流活動
他地域のジュニアリーダーと情報交換や研修を行う。
お手伝い活動
児童館、地域の行事（祭りなど）の手伝いを行う。
この他にも、地域によってさまざまな活動をしている。

## 県を超えた活動

### 全国子ども会中央大会
全国子ども会連合会主催で、毎年7月に行われており、全国各地からジュニアリーダーが集まり、情報交換や保育体験、児童文化、バルーンアートなどの研修を行う。
これは、昭和44年の「第1回全国子ども会年少指導者研究集会」から始まり、昭和49年には「全国子ども会ジュニア・リーダー研究集会」、昭和51年には「全国子ども会リーダー研究集会」と名称が変遷し、平成10年から「全国子ども会中央大会」になっている。

### ブロック別大会
各都道府県のブロック別組織が主催し、次のブロック別大会が行われている。
おおむね構成子ども会連合組織の輪番制となっており、当番都道府県のジュニアリーダーが運営の中核を担っている。
- 北海道地区
- 東北地区
- 関東・甲信越静地区
- 東京
- 東海・北陸地区
- 近畿地区
- 中国・四国地区
- 九州地区
- 指定都市

### 指定都市ジュニアリーダー大会
毎年、指定都市持ち回りで行われる大会。2015年度仙台大会の参加都市は北九州・福岡・広島・神戸・大阪・名古屋・川崎・横浜・相模原・札幌・仙台・熊本の12都市

## 期待されている役割

### 地域の青少年の中心に
従来は、あくまで「子供会のお兄さんお姉さん」という位置づけであり、子供会固有の制度のように捉えられがちであった。
しかしながら、ジュニアリーダーは中学生や高校生を中心とする若者が地域を舞台に活躍する数少ない活動であり、特に、18歳以上で構成する青年団や青少年相談員が縮小傾向にあることから、地域の若者の中心として、広く地域活動を行うことが期待されている。
このことは、養成を市町村や都道府県単位で行い、行政（教育委員会など）も関わっていることも要因のひとつである。
具体的には、次のような例がある。
- 岩手県奥州市で、子どもの居場所づくり事業の一環として設けられた施設「ホワイトキャンバス」をジュニアリーダーが中心となって運営している例。[2]
- 滋賀県米原市で、ジュニアリーダーのOB・OGがNPO法人を立ち上げ、指定管理者として公民館を運営している例。[3]

また、内閣府の「善行青少年及び青少年健全育成功労者表彰」や青少年育成国民会議から表彰を受ける青少年の多くが、ジュニアリーダーおよびその出身者である。

### 子供会活動活性化のかぎに
子供の減少等に伴う子供会の会員数の減少に伴い、子供会関係者からは、ジュニアリーダーが活動活性化のかぎとして大いに期待されており、全国子ども会連合会が毎年行う「全国子ども会育成中央会議・研究大会」では、毎年ジュニアリーダーの育成について部会が設けられているほどである。

## 課題

### 大学生や社会人年齢相当の者の位置づけ
前述のとおり、中学生や高校生がジュニアリーダーの中心とされてきたが、その経験者の大学生や社会人年齢相当の者の位置づけがあいまいになっている。
このため、地域によって対応が様々である。主なものは次のとおり。
- そのまま引退する例
- OB・OGとして大きな事業のみを手伝う例
- ジュニアリーダーと別の団体を立ち上げて独自に活動している例
- ジュニアリーダーと区別せずにそのまま活動を続ける例
- 子供会の役員として登用される例

名称についても、大学生や社会人年齢相当の者をジュニアリーダーと区別して「シニアリーダー」や「青年リーダー」として呼び分ける例と、呼び分けない例がある。
このように多種多様なあり方をしているが、地域を基盤として地域のために活動してきた若者たちであり、どのように位置づけ活用していくかが、課題となっている。

### 「ゲーム屋さん」問題
活動基盤が市町村単位となっている場合が多く、単位子供会と疎遠になってしまうという課題がある。
この場合、ジュニアリーダーは、子供会の育成者や指導者に依頼され、レクリエーションゲームをしに出向き、ひとしきりゲームをするだけで終わってしまうことが多い。
こうした「ゲーム屋さん」になってしまうと、子供と接することも仲良くなることも少なく、子供会の活性化につながりにくい。

## ジュニアリーダー活動経験のある著名人
- マギー審司（手品師）
- 小倉弘子（TBSアナウンサー）
- 要潤（俳優）
- 杉咲和彌（プロデューサー）